# PlayStation控制器
PlayStation控制器（英語：PlayStation controller）是索尼電腦娛樂为它旗下的PlayStation家用电子游戏机所发布的第一个游戏控制器。最初版本（型号SCPH-1010）于1994年12月3日与PlayStation一同发布。

## 设计
PlayStation控制器的按键分配依照了任天堂的超级任天堂電子遊戲機控制器的设计，并为了能更好的在PlayStation的3D设计理念中进行游戏操作，PlayStation控制器还额外为中指增加了一对肩部按键。为了改善玩家使用中指操控第二对肩部按键时造成的重心不稳的问题，PlayStation控制器添加了两个握把。
PlayStation控制器并没有使用传统的字母来标注它的四个动作按键，而是使用了四种不同颜色和形状的几何图形：绿色三角形、红色圆形、蓝色叉形和粉色正方形来标注了动作按键。PlayStation控制器后来被建立成了商标，并成为了PlayStation品牌的重要组成部分。PlayStation控制器的设计师后藤祯佑接受采访时解释了这些符号的含义：圆形和叉形分别代表“是”和“否”（这也解释了这两个按钮在游戏中通常被用作“确认”和“取消”按钮的原因；但这个布局在西方的游戏中是相反的）；三角形代表一个“视点”；而正方形则相当于一张纸，用来访问菜单。
北美最初版本的PlayStation控制器比日本最初版本的体积大10%左右，这是考虑到该地区普通人的手比日本人的手平均要大得多这一事实才如此设计的。
PlayStation电子游戏机的后代，PlayStation 2能向下兼容最初版和第二版PlayStation控制器。

## 历史
久夛良木健叙说了控制器的设计过程：
在开发的过程中，我们模拟了用户可能会如何使用控制器的所有的情况。我们预想到了玩家可能会为了查询游戏攻略而不断地将手柄拿起放下，或者躺在地上玩游戏等等许多情况。在这之后，我们还需要选择每个按钮的力度大小甚至是控制器整体的重量大小。为了能达到正确的平衡状态，我们每克每克的调整控制器的重量。我们花在开发控制器上的时间大概与我们开发游戏机主体的时间差不多。
后藤祯佑和久夛良木健回忆说，索尼总裁大賀典雄对控制器的开发表现出了特别的兴趣，并强烈支持控制器的最终版本。
1996年4月2日，索尼发布了新版的PlayStation控制器（SCPH-1080型），比最初版大了10%，并且有了一根更长的带有磁珠的线。这个型号的PlayStation控制器被附在后来销售所有的PlayStation游戏机中，包括北美推出的机型。
1997年，拥有两个模拟摇杆的PlayStation控制器，双模拟控制器经过短暂销售后，索尼推出了DualShock控制器，并逐步淘汰PlayStation控制器。DualShock后来成为了PlayStation电子游戏机的新的标准控制器，尽管如此，第一款必须要求DualShock控制器才可以游玩PlayStation游戏《Ape Escape》在两年后才正式发布。